# Kings Tournament (шаховий турнір)
Kings Tournament — міжнародний шаховий турнір. який проводиться з 2007 року. В 2007–2009 рр. турнір проходив в румунському місті Базна, в 2010–2011 рр. в місті Медіаш, з 2012 року в Бухаресті.
Починаючи з 2009 року турнір набув статусу елітного, в якому беруть участь найкращі шахісти світу, а саме: Магнус Карлсен, Василь Іванчук, Руслан Пономарьов, Теймур Раджабов, Борис Гельфанд, Олексій Широв, Сергій Карякін та ін.

Турнір проводиться в 2 кола при 6 учасниках (в 2012 році — 4 учасники). У 2011 році турнір досяг 21 категорії з середнім рейтингом — 2758 очка.
Турнір входить в серію турнірів «Великого шолому». Переможець турніру автоматично класифікується в фінал серії «Великого шолому» в Більбао (Іспанія).
Основні положення регламенту турніру:
Контроль часу: 2 години на 40 ходів, потім 1 година на 20 ходів і 15 хвилин до кінця партії з додаванням 30 секунд за кожен хід, починаючи з 61-го.
У разі рівності очок місця визначаються за додатковими показниками: 1. Найбільше число перемог. 2. Особисті зустрічі. 3. Коефіцієнт Бергера.
Нічия до 30-го ходу заборонена.
2014 року турнір змінив формат. Як і у 2010-2011 рр. він відбувся в Медіаші. У ньому взяли участь чотири гравці збірної Китаю (олімпійські чемпіони 2014) і чотири гравці збірної Румунії. Змагання проходили за Шевенінгентською системою у чотири тури. Кожен з гравців однієї команди грав проти кожного з гравців другої команди. Потім два гравці, які набрали у своїх командах найбільше очок, грали між собою фінальний раунд з двох партій у Швидкі шахи .

## Переможці турніру

### Чоловіки
| № з/п | Рік  | Вид шахів | Місто    | Переможець         | Країна   | Результат | + | − | = | Категорія | Середній рейтинг |
| ----- | ---- | --------- | -------- | ------------------ | -------- | --------- | - | - | - | --------- | ---------------- |
| 1     | 2007 | класичні  | Базна    | Олександр Халіфман | Росія    | 7 / 10    | 5 | 1 | 4 | XIV       | 2566             |
| 2     | 2008 | класичні  | Базна    | Найджел Шорт       | Англія   | 7 / 10    | 4 | 0 | 6 | XIV       | 2572             |
| 3     | 2009 | класичні  | Базна    | Василь Іванчук     | Україна  | 7 / 10    | 4 | 0 | 6 | ХХ        | 2729             |
| 4     | 2010 | класичні  | Медіаш   | Магнус Карлсен     | Норвегія | 7,5 / 10  | 5 | 0 | 5 | ХХ        | 2742             |
| 5     | 2011 | класичні  | Медіаш   | Магнус Карлсен     | Норвегія | 6,5 / 10  | 3 | 0 | 7 | XXI       | 2758             |
| 6     | 2012 | класичні  | Бухарест | Василь Іванчук     | Україна  | 3,5 / 6   | 1 | 0 | 5 | ХХ        | 2746,5           |
| 7     | 2013 | класичні  | Бухарест | Фабіано Каруана    | Італія   | 5 / 8     | 3 | 1 | 4 | ХХ        | 2732             |
| 8     | 2014 |           | Медіаш   | Ван Юе             | КНР      |           |   |   |   |           |                  |
| 9     | 2017 | швидкі    | Медіаш   | Василь Іванчук     | Україна  | 4 / 6     | 2 | 0 | 4 | XVIII     | 2684             |
|       |      | бліц      | Медіаш   | Василь Іванчук     | Україна  | 9½ / 12   | 8 | 1 | 4 | XVIII     | 2699             |

### Жінки
| № з/п | Рік  | Вид шахів | Місто  | Переможець   | Країна  | Результат | + | − | = | Категорія | Середній рейтинг |
| ----- | ---- | --------- | ------ | ------------ | ------- | --------- | - | - | - | --------- | ---------------- |
| 1     | 2017 | швидкі    | Медіаш | Анна Музичук | Україна | 4½ / 6    | 3 | 0 | 3 | IX        | 2464             |
|       |      | бліц      | Медіаш | Анна Музичук | Україна | 8 / 12    | 5 | 1 | 6 | VII       | 2419             |